# Wirtshaus Schipkapaß

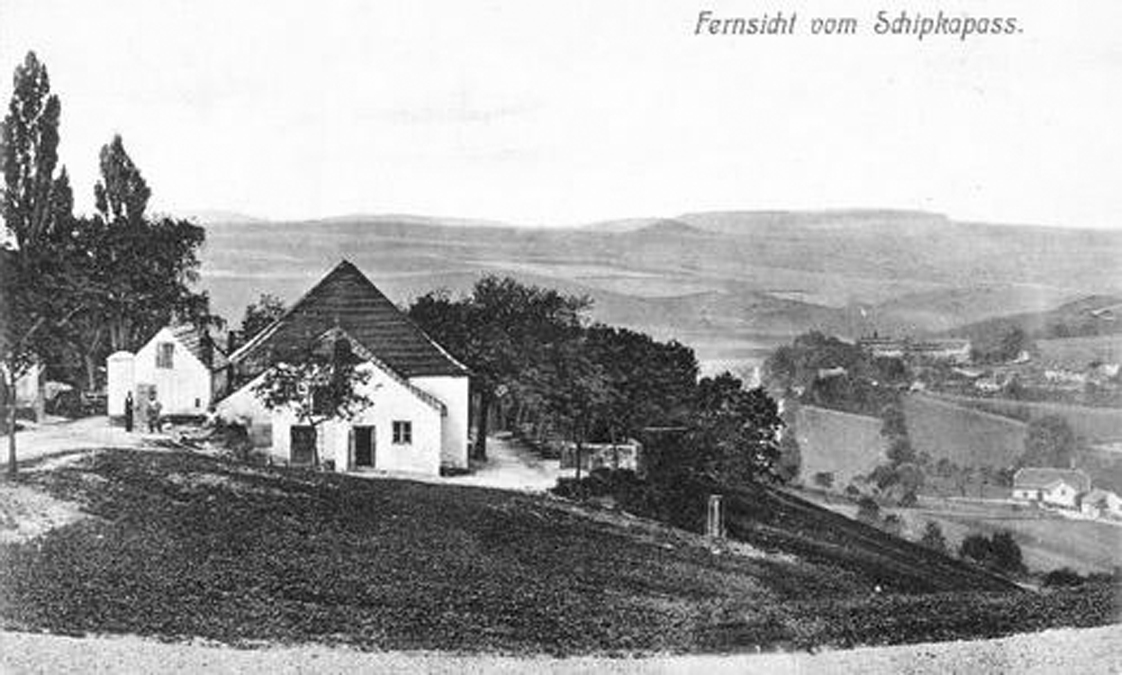
Schipkapaß und Scharka-Tal

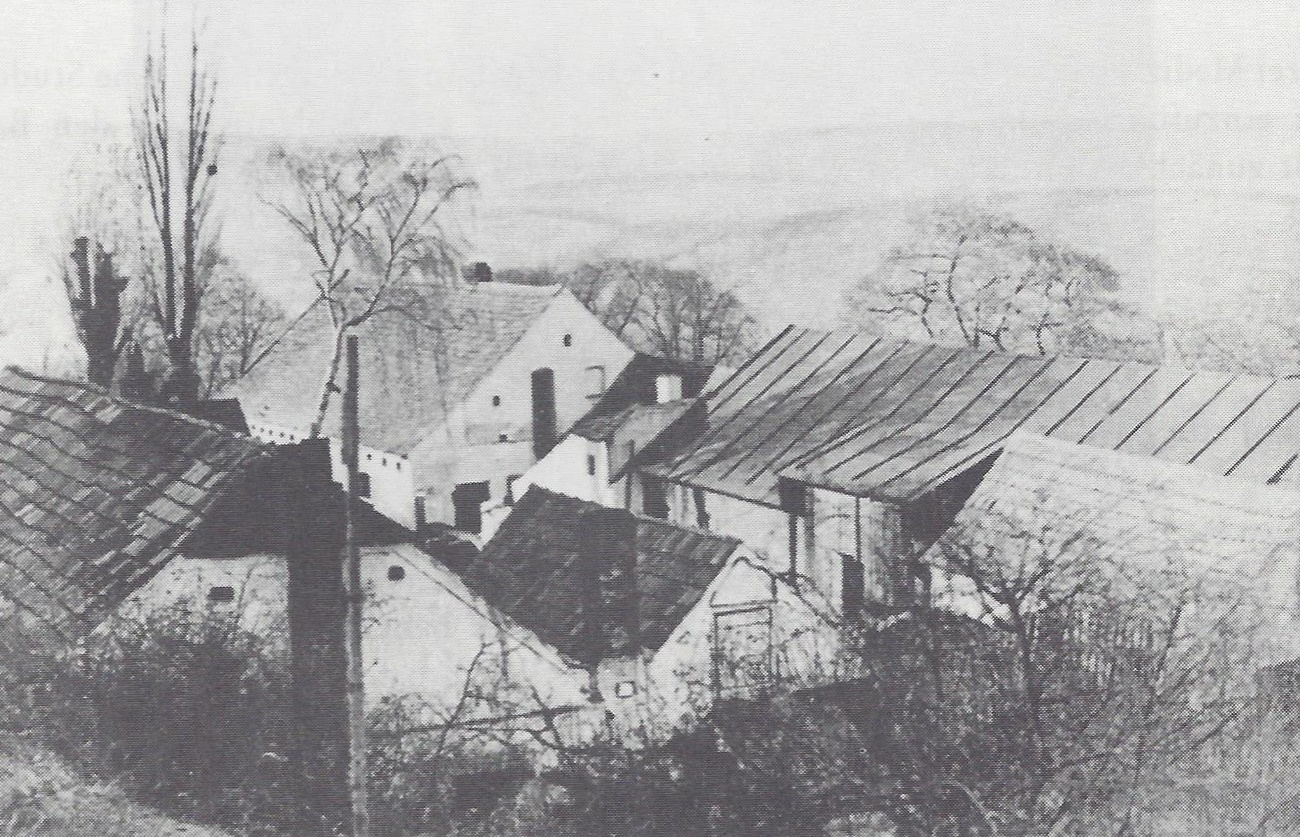
Gehöft

Das Wirtshaus Schipkapaß (tschechisch Zlatnice oder Šipkapas) war ein Gasthaus bei Prag. Karl Hans Strobl hat es in seinem Roman Der Schipkapaß (Die Flamänder von Prag) erwähnt.

## Geschichte
Ein Deutscher namens Milde hatte auf der Prager Kleinseite einen florierenden Handwerksbetrieb. Einer seiner Söhne wurde Förster im Leitmeritzer Kreis. Der andere – Moritz – absolvierte die Landwirtschaftsschule in Liebwerd und wurde Verwalter eines adeligen Gutes bei Leitmeritz. Er heiratete Anna Gärtner, die 1850 geborene Tochter des Gastwirts in Triebsch. Vater Milde kaufte ihm einen Bauernhof in dem für seine Naturschönheiten berühmten Tal der „Stillen Scharka“ bei Alt Dejwitz. In den Ferien kamen viele Prager Studenten aus der Leitmeritzer Gegend in das Wirtshaus von Annas Vater. Sie befreundeten sich mit Moritz Milde. Wenn sie ihn auf seinem Hof besuchten, kauften sie das nötige Bier im Tal bei einem tschechischen Gastwirt. Dass Moritz die Gaststättenkonzession beantragte, lag nahe. Wann genau die Gaststätte eröffnet wurde, ist nicht bekannt, wahrscheinlich 1876. Gäste kamen in Scharen, überwiegend Prager Studenten, sonntags auch Familien und mitunter auch Professoren.

### Herleitung des Namens

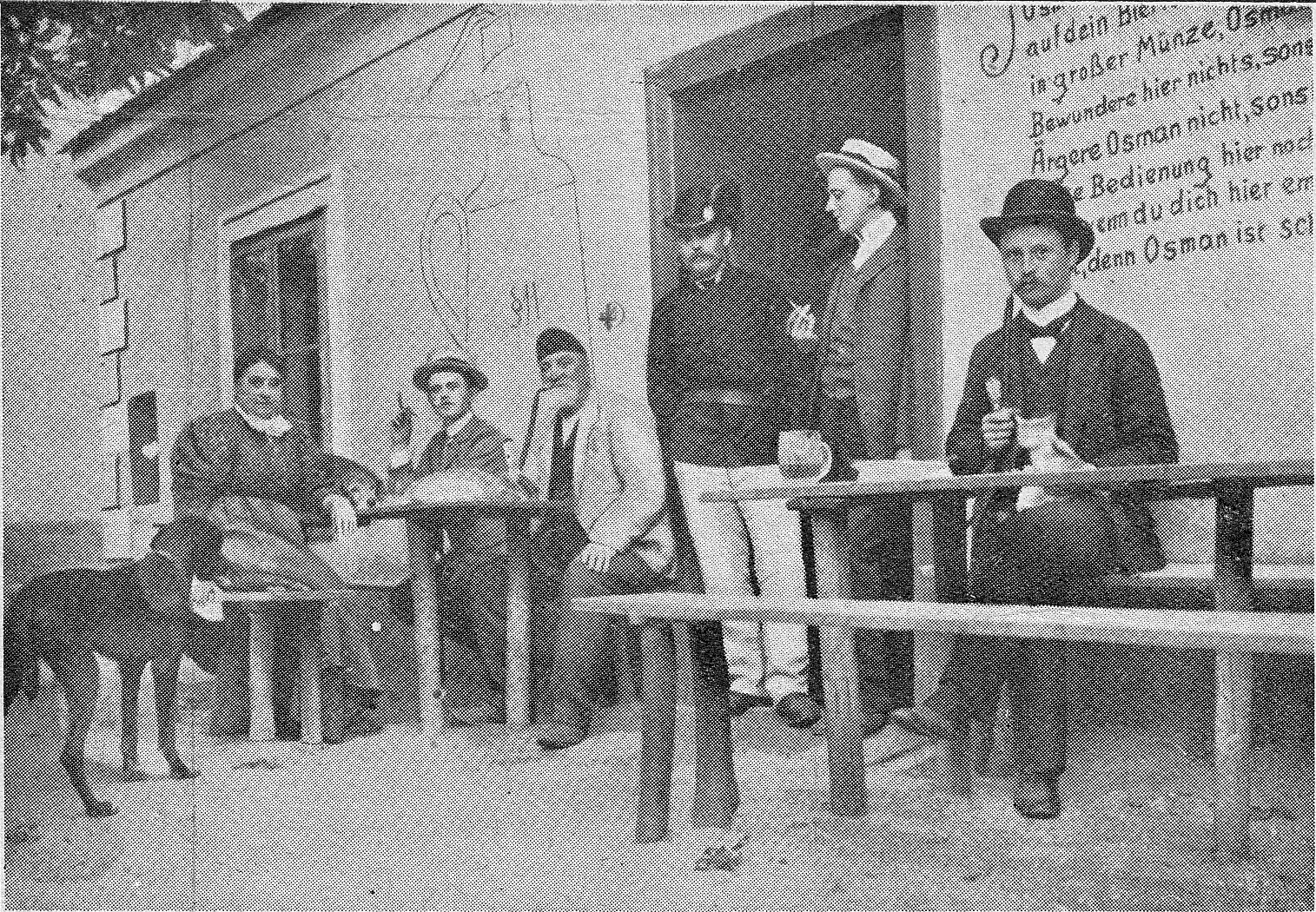
Anna und Moritz Milde mit Gästen

Im Russisch-Osmanischen Krieg standen die Tschechen ganz auf der Seite der slawischen Völker. Auch die Deutschen waren anfangs gegen ihren alten osmanischen Gegner eingestellt; aber als die Disziplin und Tapferkeit der türkischen Truppen in der Schlacht am Schipkapass bekannt wurden, wechselten die Sympathien der Prager Deutschen nach und nach zu den Türken. So uneins wie die Prager Bevölkerung waren auch drei deutsche Medizinstudenten an der Karl-Ferdinands-Universität. Im August 1877 waren sie im Nordwesten der Hauptstadt in das Gasthaus über der Scharka eingekehrt. Der hünenhafte Wirt trug einen Fes, den er am Vortag einem Zechpreller abgenommen hatte. Am Fes entzündete sich ein Streitgespräch um Russen und Türken. Bei seinem Bart und kriegerischen Aussehen verglich man den Wirt bald mit dem Feldherrn Osman Nuri Pascha. Nach einigen Bieren wurde das Wirtshaus zum „Schipkapaß“ und die Umgebung zum „Balkan“. Tatsächlich erinnerte die Lage des Gasthauses an einen Gebirgspass. Der Wirt, Moritz Milde, erhielt den Spitznamen Osman Pascha; seine Frau wurde Sulaika gerufen, die Köchin Zoraide und der jüdische Kellner Sigmund Pick erhielt den Spitznamen Abraham. Die drei Studenten beschlossen, das Lokal in die Prager deutsche Studentenschaft einzuführen. Schon bald nach der Eröffnung wurde der Schipkapaß zu deren Bierstaat.

### Kurtaxe

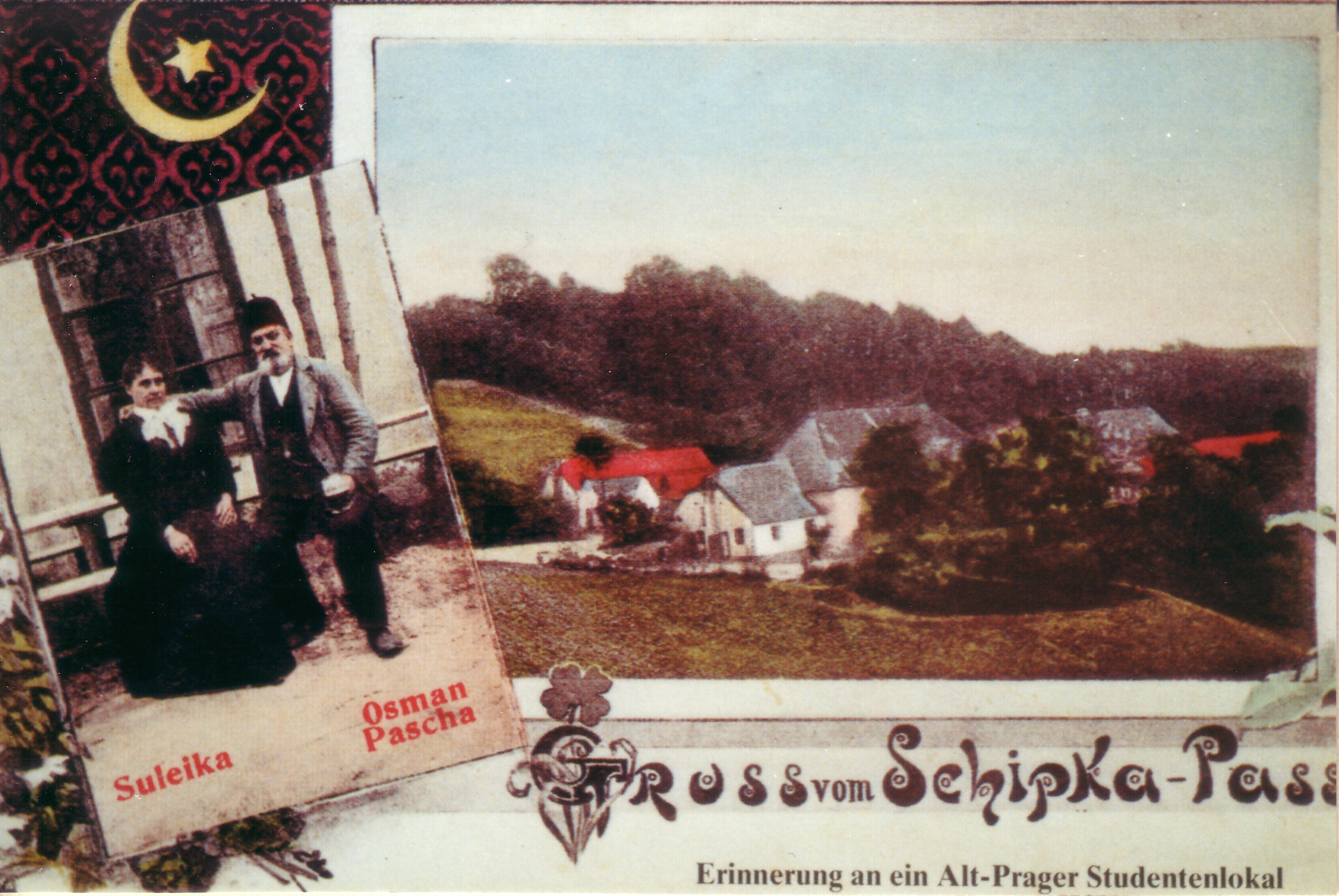
Postkarte (1900)

Mit gespielter Grobheit und bärbeißigem Humor schreckte „Osman“ bei den Studenten vor nichts zurück. Er duzte jedermann, während „Sulaika“ auch Stammgäste siezte. Ihre Schlagfertigkeit galt als immer treffend, oft derb, aber nie verletzend. Ihr einzigartiger Humor verließ sie nie.
Von den Tischen im Freien, auf der offenen Veranda des Schipkapasses, hatte man einen sehr schönen Ausblick in das Scharka-Tal. In Die Flamänder von Prag beschreibt Strobl einen Sonnenuntergang am „Balkan“:

„Über den Höhen des Balkans spann sich ein Netz aus Goldfäden über einem roten Untergrund. Hinter den Lichtstrahlen war der Himmel wie Moiré, leicht geflammt und gewellt, und das ganze Wunder blieb nicht einen Augenblick ruhig, und immer tiefer tauchte der Hintergrund in ein aus dem Bergrücken höher steigendes Rot, während die letzten Strahlen verkürzt und kraftlos in die Dämmerung des Tales fielen. Als die zuerst leichten und schwebenden Wolken ein schweres und lastendes Violett annahmen, während sich der Hintergrund in Schwefelgelb wandelte, sagte Osman in seiner rauhen Bierstimme: ‚Sonnenuntergang ex est.‘ Er sagte es, als ob er der Veranstalter dieses Schauspiels gewesen wäre.“

Milde pflegte laut Strobel fünf Kreuzer als Kurtaxe für die Besichtigung des Sonnenuntergangs zu erheben. Ebenso viel verlangte er von Studenten, die zum ersten Mal zum Schipkapass kamen und die (wohl sehr attraktive) Köchin "Zoraide" küssen wollten. Das Geld kam in den Baufonds, mit dem „Osman“ alle Renovierungen bezahlen konnte.

### Ausstattung

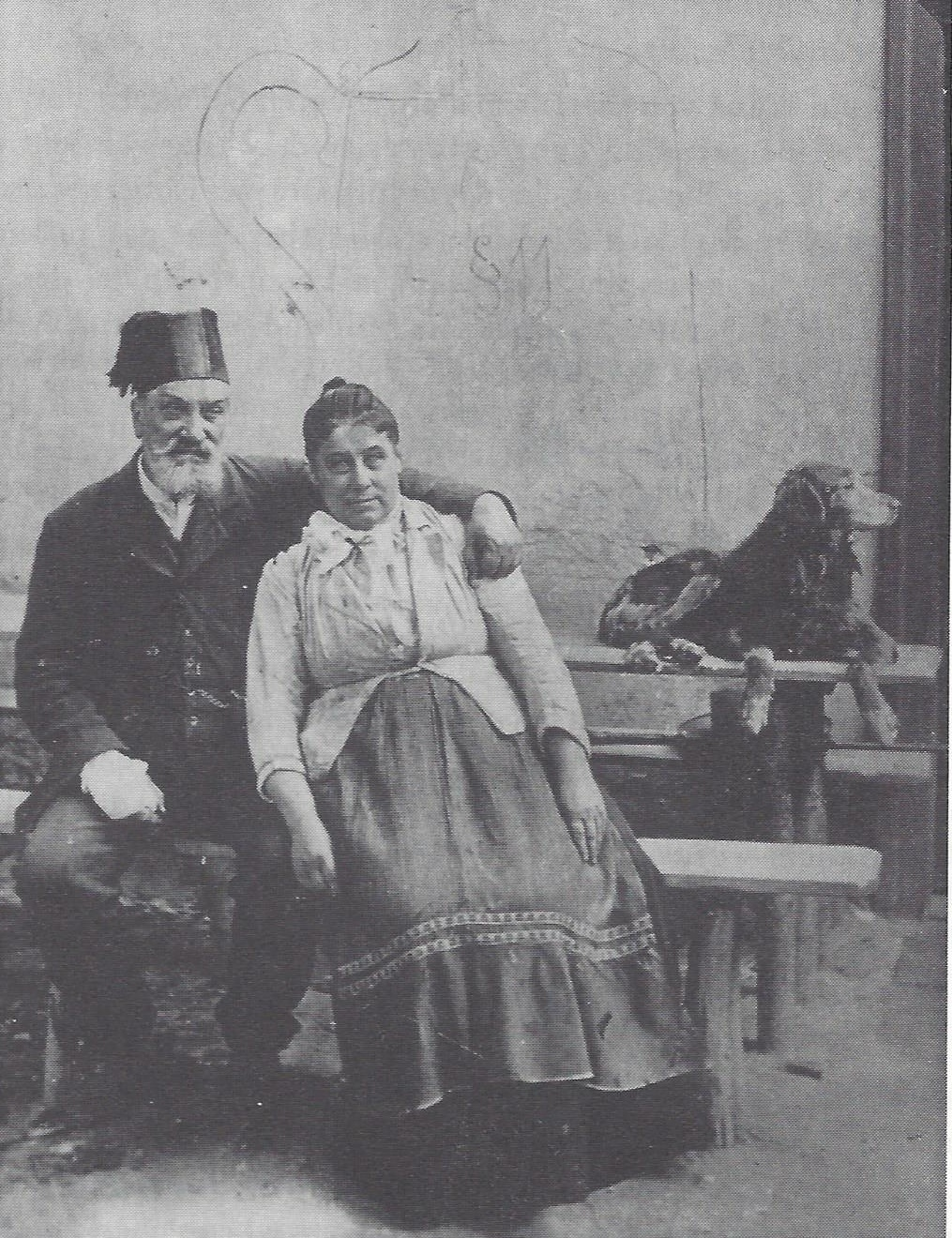
Ehepaar Milde

Das allseits beliebte Ehepaar Milde bescherte dem abgeschiedenen und urwüchsigen Lokal enormen Zuspruch. Die Stammgäste durften am Küchentisch sitzen. Die anderen Gäste saßen an den vier Tischen im „Adlersaal“ hinter der Küche. Der schwarze Doppeladler an der Decke ließ erkennen, dass Osman die Erzeugnisse der Tabakregie verkaufen durfte. Getrennt durch eine Glasscheibentür, lag neben der Küche auch der Schankraum, das „Laboratorium“. Gegenüber den Privaträumen war der Spiegelsaal, in dem ein kleiner Taschenspiegel die große Wand zierte. Vergilbte Familienbilder, Zirkel und Schriftzüge schmückten den Ahnensaal. Der Rittersaal verdankte seinen Namen einer bosnischen Handschar (ohne Klinge) und einem gemalten Ritter. Fußböden und Stiegen waren geziegelt. Zum Mobiliar gehörten Holztische, Gartenstühle, Strohballen und ein Klavier. Häufig wurde getanzt.

„Nur die in höhere Stufen alkoholischer Transzendenz Vorgedrungenen konnten die Zweckbestimmung der Räume und Einrichtungen erkennen. Nüchtern besehen, war es ein wüstes Dorfwirtshaus.“

### Verkauf und Verfall

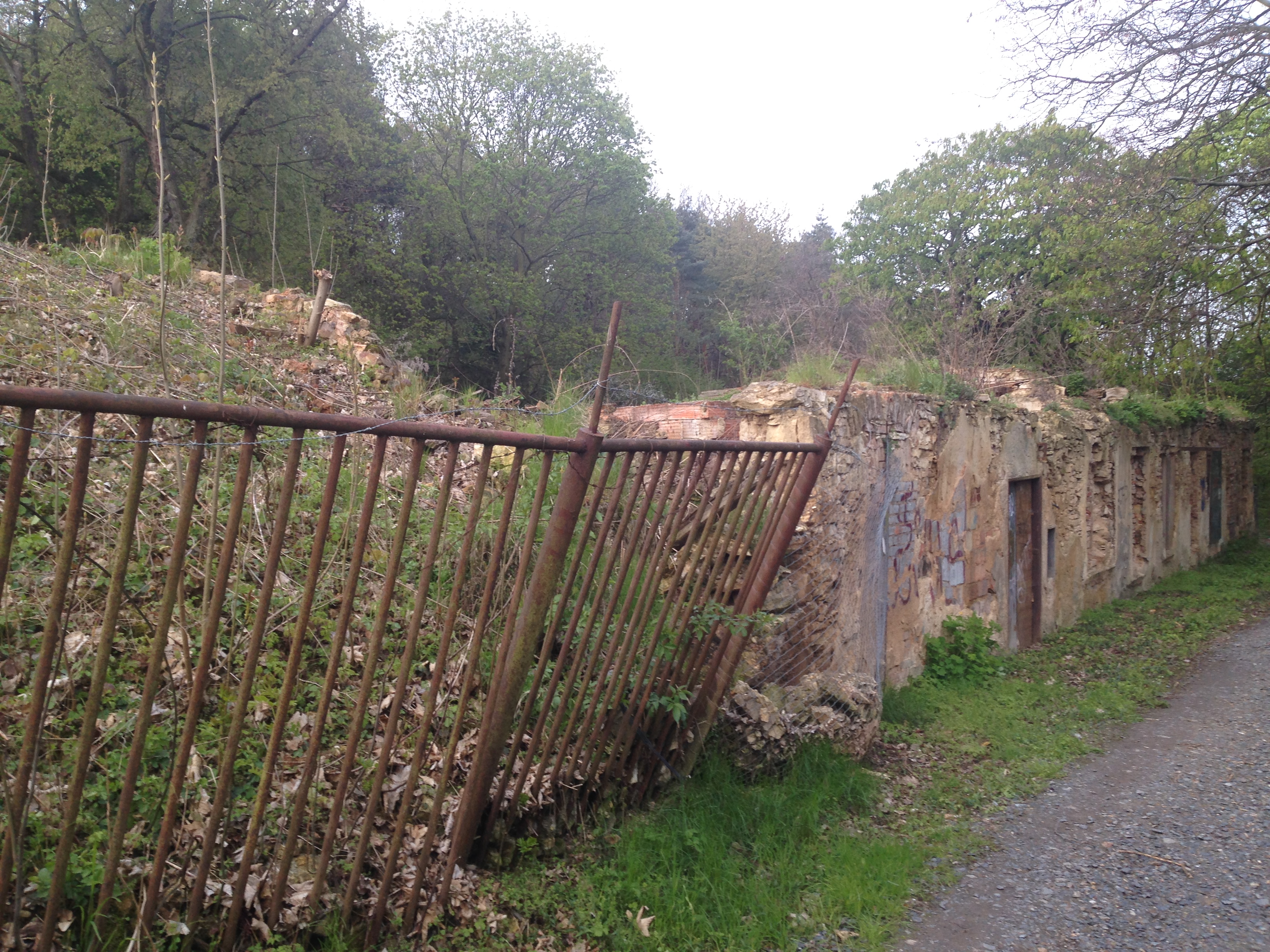
Ruine des Wirtshauses (2017)

Moritz Milde erstickte am 4. September 1910 an einem Hühnerknochen. Beerdigt wurde er auf dem Friedhof der St. Matthias-Kirche in Dejwitz. Auf dem Grabstein wurden eine Plakette mit seinem Bild und eine Inschrift angebracht:
Das Lokal wurde von Anna Milde und ihrem Sohn Moritz weitergeführt. 1913 beging man dort ein großes Blumenfest mit der traditionellen Feier der Sonnenwende. Im Ersten Weltkrieg fiel Moritz Milde in Serbien.
1921 wurde das Lokal an einen tschechischen Baumeister verkauft. Anna Milde lebte noch einige Jahre bei ihrer Tochter in Österreich. Sie starb am 10. Mai 1924 in einem Krankenhaus in Klosterneuburg. Im Juni 1946 wurden Moritz Mildes Gebeine aus dem aufgelassenen Grab entfernt und in einem Jutesack untergebracht.
1989 stand der abgeschlossene Schipkapaß noch. Inzwischen ist das Gebäude verfallen. Am Rande einer Garagenanlage sind die Trümmer zu finden.